# Hans-Jürgen Heimsoeth
Hans-Jürgen Heimsoeth (* 21. August 1953 in Mussoorie, Indien) ist ein deutscher Diplomat. Er war u. a. zwischen 2008 und 2012 Botschafter in der Ukraine und zuletzt von 2016 bis 2019 Botschafter in Schweden.

## Leben
Hans-Jürgen Heimsoeth wurde wie später seine Schwester Stefanie als Kind des Diplomaten und späteren Botschafters Harald Heimsoeth (1916–2007) und dessen Frau Christa-Maria Heimsoeth, geborene Stumpff (1920–2012), in Mussoorie (Indien) geboren. Er besuchte während der Auslandsposten seines Vaters von 1960 bis 1971 Schulen in New York City, Jakarta, Bandung sowie in Belgien und legte 1971 sein Abitur in Brüssel ab. Im Anschluss studierte er Geschichte, Philosophie und Germanistik an der Albert-Ludwigs-Universität Freiburg und schloss dieses Studium 1977 mit dem Staatsexamen ab. Danach folgte ein weiteres Studium am Institut d’études politiques de Paris (IEP de Paris), das er 1979 mit einem Diplom beendete.
Im Jahr 1981 trat er in den Auswärtigen Dienst und fand nach Beendigung der Attachéausbildung 1983 zunächst Verwendung als Mitarbeiter im Referat für die Sowjetunion im Auswärtigen Amt in Bonn sowie anschließend von 1984 bis 1987 in der Politischen Abteilung der Botschaft in der Sowjetunion. Im Juli 1987 wurde Heimsoeth in Freiburg mit einer von Bernd Martin betreuten Arbeit zum Zusammbruch der Dritten Französischen Republik promoviert.
Danach folgte eine Tätigkeit als Ständiger Vertreter des Botschafters in Somalia von 1987 bis 1989, ehe er zwischen 1989 und 1994 Persönlicher Referent von Bundespräsident Richard von Weizsäcker war. Nach einer darauf folgenden Verwendung als Leiter der Wirtschaftsabteilung der Botschaft in Brasilien, war Heimsoeth von 1997 bis 2000 Leiter der Politischen Abteilung der Botschaft in Polen sowie anschließend Ostsee-Beauftragter im Auswärtigen Amt und zugleich Vorsitzender des Ausschusses Hoher Beamter des Ostseerates.
Zwischen 2001 und 2004 war er Leiter des Referats für Mittelosteuropa, das Baltikum, Norwegen, Island und den Ostseerat in der Politischen Abteilung des Auswärtigen Amtes und danach bis 2005 Leiter des Referats für Mitteleuropa, die Benelux-Staaten und Grenzüberschreitende Zusammenarbeit in der Europa-Abteilung des Auswärtigen Amtes, ehe er von 2005 bis 2008 Generalkonsul in New York City war.
Von 2008 bis 2012 war Hans-Jürgen Heimsoeth Botschafter der Bundesrepublik Deutschland in der Ukraine und wurde dann auf diesem Posten von Christof Weil abgelöst, der zuvor Botschafter in Belarus war. Von 2012 bis 2015 war Hans-Jürgen Heimsoeth Leiter der Ständigen Vertretung der Bundesrepublik Deutschland bei der OECD in Paris. 2016 wechselte er als Botschafter der Bundesrepublik Deutschland nach Schweden, wo er bis Juli 2019 blieb. Seit 2019 ist Heimsoeth Sonderbeauftragter des Auswärtigen Amts für die Östliche Partnerschaft.

## Schriften
- Der Zusammenbruch der Dritten Französischen Republik. Frankreich während der "Drôle de Guerre" 1939/1940. Bouvier, Bonn 1990, ISBN 3-416-80582-8 (Zugl.: Freiburg (Breisgau), Univ., Diss., 1987 u.d.T.: Drôle de Guerre. Der Zusammenbruch der Dritten Französischen Republik 1939/49.)